# Imabari
Imabari è una città giapponese della prefettura di Ehime. Vi hanno sede i cantieri navali della Imabari Shipbuilding, il più grande costruttore di navi del Giappone. 

## Turismo

### Siti storici
Nel centro della città, si trova il castello omonimo di Imabari, costruito da Tōdō Takatora nel 1604 (anno 9 giapponese).